# 皆川寿美
皆川 寿美（みながわ すみ、本名・河井寿美、旧姓:皆川、1956年 - ）は、元フジテレビアナウンサー。

## 来歴・人物
東京都中野区出身。東京都立富士高等学校を経て埼玉大学教育学部卒業。1979年にフジテレビの局アナウンサーとして入社。その後結婚し、名前が本名である河井寿美として番組出演。
アナウンサーとして、「サンケイテレビ朝刊」や、「ワイドワイドフジ」などを担当。同期のアナウンサーに斎藤裕子、古賀万紀子がいた。

## 過去の出演番組
- サンケイテレビ朝刊
- ワイドワイドフジ